# Gettersrydsjön
Gettersrydsjön är en sjö i Sävsjö kommun i Småland och ingår i Lagans huvudavrinningsområde. Sjön är 2,4 meter djup, har en yta på 0,168 kvadratkilometer och är belägen 214 meter över havet. Sjön avvattnas av vattendraget Bodaån.

## Delavrinningsområde
Gettersrydsjön ingår i det delavrinningsområde (636430-141670) som SMHI kallar för Ovan 636092-141789. Avrinningsområdets medelhöjd är 263 meter över havet och ytan är 43,39 kvadratkilometer. Det finns inga delavrinningsområden uppströms utan avrinningsområdet är högsta punkten. Bodaån som avvattnar avrinningsområdet har biflödesordning 3, vilket innebär att vattnet flödar genom totalt 3 vattendrag innan det når havet efter 212 kilometer. Delavrinningsområdet består mestadels av skog (80 procent). Avrinningsområdet har 0,99 kvadratkilometer vattenytor vilket ger det en sjöprocent på 2,3 procent.